# Amnesicoma subalbata
Amnesicoma subalbata är en fjärilsart som beskrevs av W. Warren 1897. Amnesicoma subalbata ingår i släktet Amnesicoma och familjen mätare. Inga underarter finns listade i Catalogue of Life.